# Espetos (xadrez)
|   | a | b | c | d | e | f | g | h |   |
| 8 | b8 preto cavalo · d7 preto peão · h7 preto torre · c6 preto peão · f5 preto rei · a3 branco rei · d3 branco rainha · c2 branco peão · g2 branco peão | b8 preto cavalo · d7 preto peão · h7 preto torre · c6 preto peão · f5 preto rei · a3 branco rei · d3 branco rainha · c2 branco peão · g2 branco peão | b8 preto cavalo · d7 preto peão · h7 preto torre · c6 preto peão · f5 preto rei · a3 branco rei · d3 branco rainha · c2 branco peão · g2 branco peão | b8 preto cavalo · d7 preto peão · h7 preto torre · c6 preto peão · f5 preto rei · a3 branco rei · d3 branco rainha · c2 branco peão · g2 branco peão | b8 preto cavalo · d7 preto peão · h7 preto torre · c6 preto peão · f5 preto rei · a3 branco rei · d3 branco rainha · c2 branco peão · g2 branco peão | b8 preto cavalo · d7 preto peão · h7 preto torre · c6 preto peão · f5 preto rei · a3 branco rei · d3 branco rainha · c2 branco peão · g2 branco peão | b8 preto cavalo · d7 preto peão · h7 preto torre · c6 preto peão · f5 preto rei · a3 branco rei · d3 branco rainha · c2 branco peão · g2 branco peão | b8 preto cavalo · d7 preto peão · h7 preto torre · c6 preto peão · f5 preto rei · a3 branco rei · d3 branco rainha · c2 branco peão · g2 branco peão | 8 |
| 7 | b8 preto cavalo · d7 preto peão · h7 preto torre · c6 preto peão · f5 preto rei · a3 branco rei · d3 branco rainha · c2 branco peão · g2 branco peão | b8 preto cavalo · d7 preto peão · h7 preto torre · c6 preto peão · f5 preto rei · a3 branco rei · d3 branco rainha · c2 branco peão · g2 branco peão | b8 preto cavalo · d7 preto peão · h7 preto torre · c6 preto peão · f5 preto rei · a3 branco rei · d3 branco rainha · c2 branco peão · g2 branco peão | b8 preto cavalo · d7 preto peão · h7 preto torre · c6 preto peão · f5 preto rei · a3 branco rei · d3 branco rainha · c2 branco peão · g2 branco peão | b8 preto cavalo · d7 preto peão · h7 preto torre · c6 preto peão · f5 preto rei · a3 branco rei · d3 branco rainha · c2 branco peão · g2 branco peão | b8 preto cavalo · d7 preto peão · h7 preto torre · c6 preto peão · f5 preto rei · a3 branco rei · d3 branco rainha · c2 branco peão · g2 branco peão | b8 preto cavalo · d7 preto peão · h7 preto torre · c6 preto peão · f5 preto rei · a3 branco rei · d3 branco rainha · c2 branco peão · g2 branco peão | b8 preto cavalo · d7 preto peão · h7 preto torre · c6 preto peão · f5 preto rei · a3 branco rei · d3 branco rainha · c2 branco peão · g2 branco peão | 7 |
| 6 | b8 preto cavalo · d7 preto peão · h7 preto torre · c6 preto peão · f5 preto rei · a3 branco rei · d3 branco rainha · c2 branco peão · g2 branco peão | b8 preto cavalo · d7 preto peão · h7 preto torre · c6 preto peão · f5 preto rei · a3 branco rei · d3 branco rainha · c2 branco peão · g2 branco peão | b8 preto cavalo · d7 preto peão · h7 preto torre · c6 preto peão · f5 preto rei · a3 branco rei · d3 branco rainha · c2 branco peão · g2 branco peão | b8 preto cavalo · d7 preto peão · h7 preto torre · c6 preto peão · f5 preto rei · a3 branco rei · d3 branco rainha · c2 branco peão · g2 branco peão | b8 preto cavalo · d7 preto peão · h7 preto torre · c6 preto peão · f5 preto rei · a3 branco rei · d3 branco rainha · c2 branco peão · g2 branco peão | b8 preto cavalo · d7 preto peão · h7 preto torre · c6 preto peão · f5 preto rei · a3 branco rei · d3 branco rainha · c2 branco peão · g2 branco peão | b8 preto cavalo · d7 preto peão · h7 preto torre · c6 preto peão · f5 preto rei · a3 branco rei · d3 branco rainha · c2 branco peão · g2 branco peão | b8 preto cavalo · d7 preto peão · h7 preto torre · c6 preto peão · f5 preto rei · a3 branco rei · d3 branco rainha · c2 branco peão · g2 branco peão | 6 |
| 5 | b8 preto cavalo · d7 preto peão · h7 preto torre · c6 preto peão · f5 preto rei · a3 branco rei · d3 branco rainha · c2 branco peão · g2 branco peão | b8 preto cavalo · d7 preto peão · h7 preto torre · c6 preto peão · f5 preto rei · a3 branco rei · d3 branco rainha · c2 branco peão · g2 branco peão | b8 preto cavalo · d7 preto peão · h7 preto torre · c6 preto peão · f5 preto rei · a3 branco rei · d3 branco rainha · c2 branco peão · g2 branco peão | b8 preto cavalo · d7 preto peão · h7 preto torre · c6 preto peão · f5 preto rei · a3 branco rei · d3 branco rainha · c2 branco peão · g2 branco peão | b8 preto cavalo · d7 preto peão · h7 preto torre · c6 preto peão · f5 preto rei · a3 branco rei · d3 branco rainha · c2 branco peão · g2 branco peão | b8 preto cavalo · d7 preto peão · h7 preto torre · c6 preto peão · f5 preto rei · a3 branco rei · d3 branco rainha · c2 branco peão · g2 branco peão | b8 preto cavalo · d7 preto peão · h7 preto torre · c6 preto peão · f5 preto rei · a3 branco rei · d3 branco rainha · c2 branco peão · g2 branco peão | b8 preto cavalo · d7 preto peão · h7 preto torre · c6 preto peão · f5 preto rei · a3 branco rei · d3 branco rainha · c2 branco peão · g2 branco peão | 5 |
| 4 | b8 preto cavalo · d7 preto peão · h7 preto torre · c6 preto peão · f5 preto rei · a3 branco rei · d3 branco rainha · c2 branco peão · g2 branco peão | b8 preto cavalo · d7 preto peão · h7 preto torre · c6 preto peão · f5 preto rei · a3 branco rei · d3 branco rainha · c2 branco peão · g2 branco peão | b8 preto cavalo · d7 preto peão · h7 preto torre · c6 preto peão · f5 preto rei · a3 branco rei · d3 branco rainha · c2 branco peão · g2 branco peão | b8 preto cavalo · d7 preto peão · h7 preto torre · c6 preto peão · f5 preto rei · a3 branco rei · d3 branco rainha · c2 branco peão · g2 branco peão | b8 preto cavalo · d7 preto peão · h7 preto torre · c6 preto peão · f5 preto rei · a3 branco rei · d3 branco rainha · c2 branco peão · g2 branco peão | b8 preto cavalo · d7 preto peão · h7 preto torre · c6 preto peão · f5 preto rei · a3 branco rei · d3 branco rainha · c2 branco peão · g2 branco peão | b8 preto cavalo · d7 preto peão · h7 preto torre · c6 preto peão · f5 preto rei · a3 branco rei · d3 branco rainha · c2 branco peão · g2 branco peão | b8 preto cavalo · d7 preto peão · h7 preto torre · c6 preto peão · f5 preto rei · a3 branco rei · d3 branco rainha · c2 branco peão · g2 branco peão | 4 |
| 3 | b8 preto cavalo · d7 preto peão · h7 preto torre · c6 preto peão · f5 preto rei · a3 branco rei · d3 branco rainha · c2 branco peão · g2 branco peão | b8 preto cavalo · d7 preto peão · h7 preto torre · c6 preto peão · f5 preto rei · a3 branco rei · d3 branco rainha · c2 branco peão · g2 branco peão | b8 preto cavalo · d7 preto peão · h7 preto torre · c6 preto peão · f5 preto rei · a3 branco rei · d3 branco rainha · c2 branco peão · g2 branco peão | b8 preto cavalo · d7 preto peão · h7 preto torre · c6 preto peão · f5 preto rei · a3 branco rei · d3 branco rainha · c2 branco peão · g2 branco peão | b8 preto cavalo · d7 preto peão · h7 preto torre · c6 preto peão · f5 preto rei · a3 branco rei · d3 branco rainha · c2 branco peão · g2 branco peão | b8 preto cavalo · d7 preto peão · h7 preto torre · c6 preto peão · f5 preto rei · a3 branco rei · d3 branco rainha · c2 branco peão · g2 branco peão | b8 preto cavalo · d7 preto peão · h7 preto torre · c6 preto peão · f5 preto rei · a3 branco rei · d3 branco rainha · c2 branco peão · g2 branco peão | b8 preto cavalo · d7 preto peão · h7 preto torre · c6 preto peão · f5 preto rei · a3 branco rei · d3 branco rainha · c2 branco peão · g2 branco peão | 3 |
| 2 | b8 preto cavalo · d7 preto peão · h7 preto torre · c6 preto peão · f5 preto rei · a3 branco rei · d3 branco rainha · c2 branco peão · g2 branco peão | b8 preto cavalo · d7 preto peão · h7 preto torre · c6 preto peão · f5 preto rei · a3 branco rei · d3 branco rainha · c2 branco peão · g2 branco peão | b8 preto cavalo · d7 preto peão · h7 preto torre · c6 preto peão · f5 preto rei · a3 branco rei · d3 branco rainha · c2 branco peão · g2 branco peão | b8 preto cavalo · d7 preto peão · h7 preto torre · c6 preto peão · f5 preto rei · a3 branco rei · d3 branco rainha · c2 branco peão · g2 branco peão | b8 preto cavalo · d7 preto peão · h7 preto torre · c6 preto peão · f5 preto rei · a3 branco rei · d3 branco rainha · c2 branco peão · g2 branco peão | b8 preto cavalo · d7 preto peão · h7 preto torre · c6 preto peão · f5 preto rei · a3 branco rei · d3 branco rainha · c2 branco peão · g2 branco peão | b8 preto cavalo · d7 preto peão · h7 preto torre · c6 preto peão · f5 preto rei · a3 branco rei · d3 branco rainha · c2 branco peão · g2 branco peão | b8 preto cavalo · d7 preto peão · h7 preto torre · c6 preto peão · f5 preto rei · a3 branco rei · d3 branco rainha · c2 branco peão · g2 branco peão | 2 |
| 1 | b8 preto cavalo · d7 preto peão · h7 preto torre · c6 preto peão · f5 preto rei · a3 branco rei · d3 branco rainha · c2 branco peão · g2 branco peão | b8 preto cavalo · d7 preto peão · h7 preto torre · c6 preto peão · f5 preto rei · a3 branco rei · d3 branco rainha · c2 branco peão · g2 branco peão | b8 preto cavalo · d7 preto peão · h7 preto torre · c6 preto peão · f5 preto rei · a3 branco rei · d3 branco rainha · c2 branco peão · g2 branco peão | b8 preto cavalo · d7 preto peão · h7 preto torre · c6 preto peão · f5 preto rei · a3 branco rei · d3 branco rainha · c2 branco peão · g2 branco peão | b8 preto cavalo · d7 preto peão · h7 preto torre · c6 preto peão · f5 preto rei · a3 branco rei · d3 branco rainha · c2 branco peão · g2 branco peão | b8 preto cavalo · d7 preto peão · h7 preto torre · c6 preto peão · f5 preto rei · a3 branco rei · d3 branco rainha · c2 branco peão · g2 branco peão | b8 preto cavalo · d7 preto peão · h7 preto torre · c6 preto peão · f5 preto rei · a3 branco rei · d3 branco rainha · c2 branco peão · g2 branco peão | b8 preto cavalo · d7 preto peão · h7 preto torre · c6 preto peão · f5 preto rei · a3 branco rei · d3 branco rainha · c2 branco peão · g2 branco peão | 1 |
|   | a | b | c | d | e | f | g | h |   |

## Definição
O Espeto ou ataque Raio-X, no jogo de xadrez, é uma tática utilizada para capturar peças desprotegidas através um ataque direto a uma peça valiosa que, ao ser movimentada, desobstrui o caminho a uma peça de menor valor que estava na linha de ataque.
Devido as características desta tática, apenas a Dama, o Bispo e a Torre podem espetar as peças inimigas uma vez que seus ataques são de longa distância.
O cavalo, por ameaçar apenas as casas por onde pula, não é capaz de espetar, assim como os peões que não têm alcance para tal.